# Kingianthus
Kingianthus là một chi thực vật có hoa thuộc họ Asteraceae. 

## Danh sách loài
Chi này có các loài sau:
- Kingianthus paniculatus
- Kingianthus paradoxus